# Клипеус (щит)
Кли́пей, клипеус (лат. clipeus, редко clipeum; архаичный вариант — clupeus) — круглый щит, применявшийся в армии Древнего Рима. Впоследствии имел также овальную форму.
Происхождение названия щита, несмотря на издревле проводившуюся связь с др.-греч. καλύπτω — «прикрывать», и породившую вариант названия в латинском языке «clypeus», с точки зрения современной лингвистики считается неустановленным. В ранней древнеримской армии словом clipeus называли большой круглый щит (бронзовый круглый щит, известный у греков как гоплон), хотя имеется утверждение об употреблении в этом значении термина «парма». Впоследствии среди пеших легионеров распространение получил изогнутый прямоугольный скутум, круглые пармы остались в коннице, а также у знаменосцев и горнистов.
После выхода скутума из употребления в III в. н. э. римская армия перешла на использование овального (реже круглого) щита, который ранее применялся вспомогательными войсками (Ауксилией), у римлян он получил имя «клипей». На основе находок в Дура-Европос и Нидам Мозе удалось установить его конструкцию. Щит состоял из склеенных вместе вертикальных планок, был обтянут с внешней и внутренней стороны крашеной кожей. Окружность кромки щита обтягивали сыромятью: высыхая, она туго стягивала планки, и обеспечивала надежное соединение. Использование сыромятной кожи уменьшало вес щита по сравнению с употребляемыми ранее для оковки кромок сплавaми на основе меди.

## Вооружениегастатов
Гастаты были вооружены двумя дротиками (пилумами) длиной до 1,2 м и колюще-рубящим коротким мечом гладием/гладиусом. Гастаты использовали для защиты большой овальный скутум, высотой в 1,2 м и шириной около 75 см. Согласно Полибию, скутумы изготовляли из двух склеенных деревянных пластин, обтянутых тканью и телячьей кожей, также они усиливались железной кромкой. Такие крупные щиты римляне начали использовать вместо круглых клипеев приблизительно в начале IV века до н. э..

## Другое
- Император Август получил в награду от сената clipeus virtutis («щит доблести») — за «отвагу, милосердие, справедливость и набожность». Щит был выставлен в курии Юлия.
- По свидетельству Плиния Старшего, существовал обычай помещать рельефные портреты предков внутри изображения круглого щита (особый тип рельефа, известный как imago clipeata).
- От clipeus происходит и clypeus — латинское название наличника, части головы у насекомых.